# Бакулін Олексій Венедиктович
Олексій Венедиктович Бакулін (22 березня 1899 року, Санкт-Петербург — 7 березня 1939 року, Москва) — радянський партійний і державний діяч. Народний комісар шляхів сполучення СРСР. Депутат Верховної Ради СРСР 1-го скликання.

## Біографія
Народився 22 березня 1899 року в Санкт-Петербурзі, де його батько проходив військову службу, а після звільнення батька родина повернулася в рідні місця біля Міасу.
У 1916 році закінчив Міаське вище початкове міське училище, після чого працював на місцевому заводі креслярем-копіювальником і помічником слюсаря. З жовтня 1916 року — інструктор Всеросійського земського перепису в Оренбурзькій губернії.
Член РКП(б) з лютого 1918 року.
У березні 1918 року став редактором міської газети «Известия» міста Міаський завод.
У травні 1918 року вступив до лав Червоної армії і з червня 1918 року служив комісаром і ад'ютантом у різних частинах на Уралі, а з вересня 1918 року — інспектором з хлібної монополії 3-ї армії. У тому ж році був призначений на посаду військового комісара артилерії 30-ї стрілецької дивізії, а у 1920 році — на посаду начальника політвідділу 2-ї Іркутської дивізії, пізнішероку — на посаду військового комісара—начальника політвідділу 1-й Забайкальської дивізії, а у 1921 році — на посаду начальника Політуправління Приамурського і Далекосхідного фронтів. У цей же час обирався членом Установчих зборів Далекосхідної республіки і брав участь у бойових діях проти військ отамана Семенова та барона Унгерна.
З 1922 року служив начальником агітаційного відділу і військовим комісаром 10-ї кавалерійської дивізії та начальником Центрального Омського клубу командирів РСЧА, а з 1923 року — заступником начальника політвідділу 35-ї стрілецької дивізії, а потім начальником політвідділу 6-ї Алтайської кавалерійської бригади.
Восени 1924 року був направлений на навчання на Вищі військово-політичні академічні курси імені Толмачова, після закінчення яких, з травня 1925 року перебував у розпорядженні розвідуправління штабу РСЧА, а потім був направлений в Китай, де служив військовим радником у Центральній групі радянських військових радників, а також викладав в спеціальній школі, де навчалися кадри для китайської армії. З 1926 по 1927 роки працював на посаді віце-консула Генерального консульства СРСР в Ханькоу.
З червня 1929 року проходив стажування у військах на посаді помічника з розвідки начальника оперативної частини штабу 35-ї Сибірської стрілецької дивізії, потім перебував у розпорядженні Розвідуправління штабу РСЧА і в січні 1930 року був направлений консулом у Китай.
У липні 1931 року призначений на посаду референта 2-го Східного відділу Наркомату закордонних справ СРСР, а потім —  на посаду помічника завідувача організаційно-розподільного відділу ЦК ВКП(б).
У вересні 1933 року переведений в апарат Наркомату шляхів сполучення, де був призначений на посаду заступника начальника політвідділу Закавказької залізниці, у 1934 році — на посаду помічника начальника політуправління Наркомату шляхів сполучення з кадрів, у тому ж році —  на посаду відповідального інструктора та завідувача сектора транспортного відділу ЦК ВКП(б).
У 1935 році призначений на посаду начальника політвідділу Московсько-Казанської залізниці, у 1936 році — на посаду начальника Ленінської залізниці, а в липні 1937 року — на посаду заступника народного комісара шляхів сполучення СРСР по політичній частині.
22 серпня 1937 року був призначений народним комісаром шляхів сполучення СРСР, однак 5 квітня 1938 року був знятий з посади, а 23 липня 1938 року — заарештований.
7 березня 1939 року Воєнною колегією Верховного суду СРСР Бакулін був визнаний винним у шпигунстві, участі у контрреволюційній організації, підготовці терористичного акту і засуджений до вищої міри покарання. Розстріляний того ж дня.
Посмертно реабілітований 25 серпня 1956 року.

## Нагороди
- орден Леніна (4 квітня 1936 року).